# 拉伊-亚历山德里夫卡 (卢甘斯克州)
拉伊-亚历山德里夫卡（羅馬化：Rai-Oleksandrivka）是烏克蘭東部卢汉斯克州北顿涅茨克区利西昌斯克市镇内的村落。始建於1906年，面積0.54平方公里，海拔高度183米，2001年人口76，人口密度每平方公里140.7人。